# Vernis Hernández
Vernis Hernández (La Habana, 9 de marzo de 1983) es una cantante y bailarina cubana nacionalizada peruana, que ha consolidado su carrera musical en los géneros salsa, merengue y timba, logrando ganar la popularidad en el Perú, país donde radica.

## Biografía
Nació el 9 de marzo de 1983 en La Habana, capital de la República de Cuba. Desde temprana edad mostró sus dotes artísticos, llegando a participar en los talleres de gimnasia rítmica en la Escuela de Deportes de Cuba. Años más tarde, estudió danza moderna en la Escuela Nacional de Arte, logrando terminar su carrera con éxito. A partir de 1996, se especializó como bailarina en la Escuela Provisional del Deporte de Cuba y posteriormente en la Escuela de La Tropicana, donde se ha presentado al ballet del cabaret.
Al poco tiempo, optó su incursión en el canto, formándose en la Escuela Nacional de Arte, alternando con su carrera como bailarina y se desempeñó por un breve tiempo como modelo, trabajando para la agencia de modelaje La Mesón.
Pero fue hasta el año 2001, cuando Hernández se mudaría al Perú cumpliendo la mayoría de edad, donde dio inicio a su carrera musical, formando parte de la banda musical Son Habana, desempeñándose como vocalista principal y a la vez, bailarina. En el año 2006, Hernández firmó su ciudadanía peruana, además de haber participado en los castings de algunos programas de la televisión de ese país.
Tras haberse separado de Son Habana, en el año 2010 se lanza de manera oficial como solista bajo la ayuda de su entonces pareja sentimental, el fallecido empresario Carlos González, dueño de la cadena de salsotecas Tumbao. En ese mismo año, lanzó su sencillo debut «Mátame», obteniendo una aceptación por parte de las emisoras peruanas.
Al poco tiempo, Hernández estrenó su siguiente material «Si estuvieras aquí», convirtiéndose en su primer éxito musical. A finales de año, estrenó su primer álbum Rumba Latina, recopilando con los éxitos de la banda musical de su país La Charanga Habanera y el de ella, en el cual obtuvo el galardón de Disco Platino, gracias a la venta de 15 mil copias de su disco.
En 2012, estrenó la canción «De hoy en adelante», manteniéndose en los géneros salsa y timba, además de estrenar su segundo disco Latina, comprendiendo los temas compuestas por ella misma, añadiendo otros estilos musicales bachata, merengue y pop latino. Durante esa época, Hernández interpreta los temas musicales «Leyes del corazón» y «Cuéntale a ella».
Al año siguiente, tuvo una breve participación en la telenovela Los amores de Polo, interpretando a la cantante criolla Edith Barr.
Años más tarde, fue participante del reality show El artista del año de América Televisión en 2018, bajo el formato de El dúo perfecto, en dupla con el comediante Manolo Rojas, siendo ambos los primeros eliminados de la competencia.
En el año 2019, lanzó su nuevo material «La pecadora», con el mismo formato de sus anteriores proyectos. Al año siguiente, estrenó su versión salsa de «Murió el amor».
Hernández fue incluida dentro del espectáculo Havana Night en 2024, en compañía de la orquesta Sallsabor All Stars, presentándose con el grupo en el Teatro Canout. En ese año, presta su colaboración con el dúo Zona Infame para el lanzamiento del tema «Todo se paga».

## Discografía

### Álbumes de estudio
- 2010: Rumba Latina
- 2011: Latina
- 2012: Diferente
- 2023: La Reina
- 2024: Mis éxitos

### LP
- 2010: «Mátame»
- 2012: «Si estuvieras aquí»
- 2018: «La pecadora»
- 2020: «Murió el amor (versión salsa)»
- 2020: «Por última vez»
- 2022: «La Reina (versión salsa)»
- 2023: «Como olvidar»
- 2023: «Ya te olvidé»
- 2023: «Lo que son las cosas»
- 2023: «Que lloren»
- 2024: «Todo se paga»

## Televisión
| Año  | Título             | Rol                                  | Emisión            |
| ---- | ------------------ | ------------------------------------ | ------------------ |
| 2011 | Vidas extremas     | Colaboradora y participante invitada | ATV                |
| 2013 | Los amores de Polo | Edith Barr                           | América Televisión |
| 2018 | El artista del año | Participante (primera eliminada)     | América Televisión |
| 2024 | Arriba mi gente    | Invitada especial y colaboradora     | Latina Televisión  |